# Nereocystis

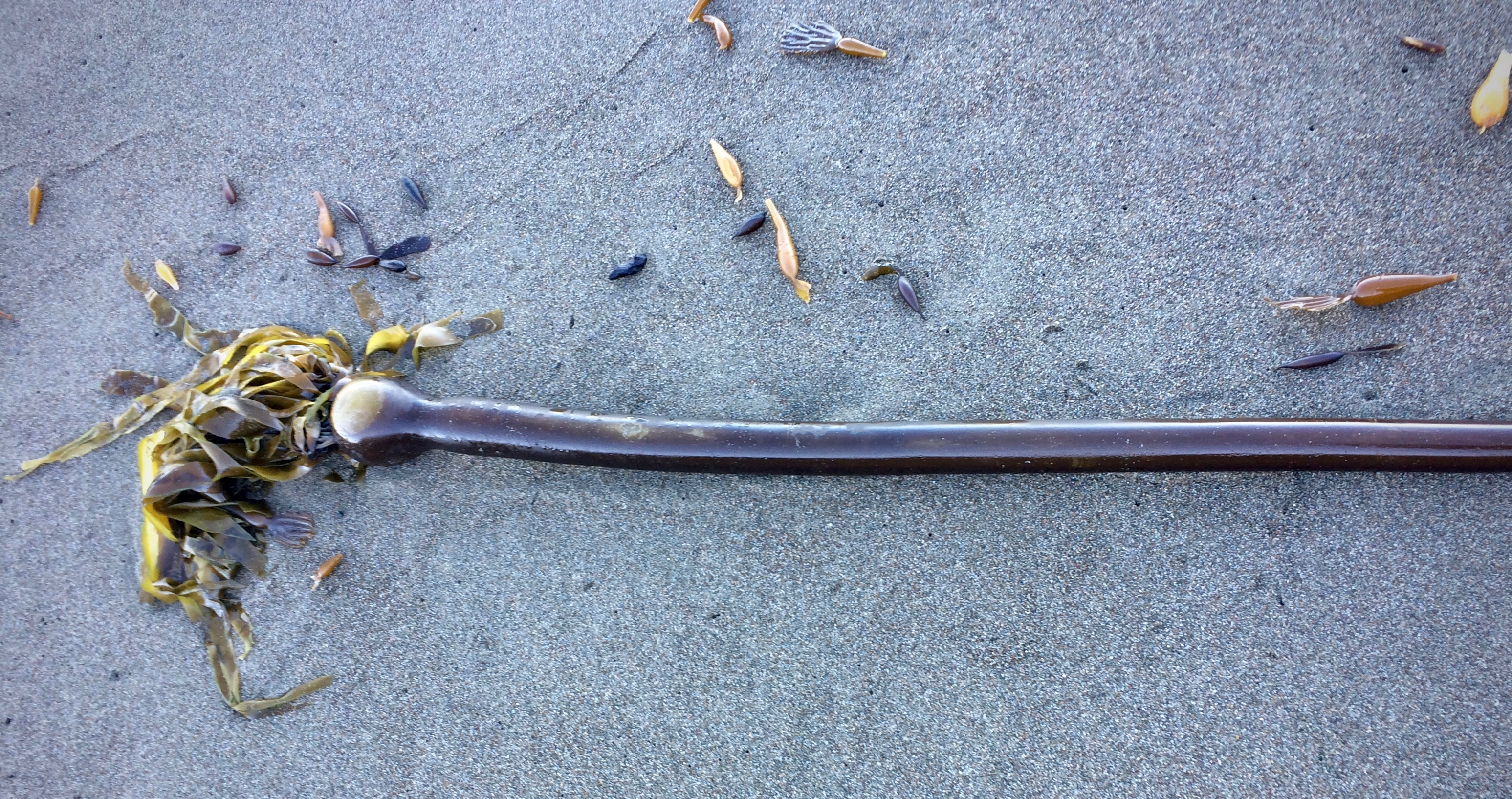
Estipe de Nereocystis luetkeana numa praia de Cambria (Califórnia). Na imagem vê-se a parte superior do estipe, pneumatocisto e lâminas num espécime recém-arrojado pelo mar. Observam-se também pneumatocistos piriformes de algas gigantes (Macrocystis) dispersos na areia cinzenta da praia.

Nereocystis (grego: "bexiga de sereia") é um género monotípico de macroalga (kelp) cuja única espécie é Nereocystis luetkeana. Nereocystis luetkeana forma leitos espessos sobre as rochas da zona entremarés e é parte importante das florestas de algas.

## Descrição
A única espécie que integra este género, Nereocystis luetkeana, foi inicialmente designada Fucus luetkeanus, tomando como epónimo o explorador russo-alemão Fyodor Petrovich Litke (também grafado Lütke) ao ser descrita por Karl Heinrich Mertens.  A espécie foi renomeada ao ser redescrita em 1840 por Alexander Postels e Franz Josef Ruprecht.
A espécie é geralmente anual, por vezes com exemplares que persistem até aos 18 meses, que em condições ambientais óptimas formam extensas canópias submarinas. O talo dos espécimes desta macroalga  podem atingir um máximo de 36 m de comprimento, com  crampons (rizóides) muito ramificado (haptera) com cerca de 40 cm de diâmetro. Cada espécime tem um único estipe (caulóide) cilíndrico, com 10–36 m de comprimento, que termina num único pneumatocisto cheio de monóxido de carbono, a partir do qual estão inseridas cerca de 30-64 lâminas. As lâminas em geral têm 4 m de comprimento, mas por vezes chegando aos 10 m de comprimento, com até 15 cm de largura. O crescimento da lâmina pode atingir os 15 cm por dia.
Nereocystis é a única alga marinha que se conhece libertar esporos a partir de soros localizados nas lâminas que, na maturidade, se desprendem e caem para o fundo, onde abrem, de modo que uma concentração elevada de esporos é rapidamente atingida nas imediações do rizóide da alga progenitora.
Esta espécie de kelp ocorre nas rochas da zona entremarés e na parte superior da zona eufótica subtidal, preferindo habitats semi-expostos ou áreas de fortes correntes. Os leitos submarinos mais longe da costa podem persistir por um a muitos anos, geralmente em águas mais profundas do que as ocupadas pelos géneros Eualaria e Macrocystis nas regiões onde há ocorrência comum. A espécie é comum ao longo da costa do Pacífico da América do Norte, do sul da Califórnia às ilhas Aleutas, ao largo do Alasca.